# 警視正 椎名啓介
『警視正 椎名啓介』（けいしせい しいなけいすけ）は、たかもちげん原案・やぶうちゆうきによる漫画。『警察署長』の続編にあたる。
「イブニング」（講談社、第2・4火曜日発売）に2004年10月より2010年2月まで連載され、同社から単行本全14巻が刊行。2016年12月にぶんか社から電子書籍化された。

## 概要
前作『警察署長』では本池上署の署長であった椎名啓介は、堂上の病により警視庁第一方面本部長となる。やぶうちゆうきと高原泉（脚本）による『警察署長』復活連載パートで描かれた、不慮の死を遂げた同僚の高杉大二郎を巡る椎名の過去が提示されたエピソードを膨らませ、副総監八木沢の管理下に置かれた椎名の新境地での活躍に絡める形でストーリーが開始された。
八木沢の背後にいる警察庁官僚・公安上層部は、元朝鮮総督府警察のキャリアである高杉史郎が余命僅かとなった頃、孫の大二郎に北朝鮮に関わる外交機密を託したことを察知していた。それを黙秘した大二郎が謎の組織から謀殺される間際に椎名へ手紙を差し出す。読者の視点から高杉のルーツと椎名の回想の描写により、椎名が抱える重い使命が明らかにされたが、18話あたりで終結を見る。
それ以降は、椎名の居住地で前任地でもある本池上の町を舞台に、青柳署長ら本池上署員や地域住民にアドバイスを与えて事件を解決させたり、防犯力を向上させるという流れで一話完結のエピソードを展開した。これを見た東京都知事が椎名を警察官僚から副知事へと転身させようと目論みあえなく頓挫する流れもあったが、結局は椎名の役職が替わっただけの前作の世界観に回帰し、高杉に絡むエピソードの続編どころか警視庁第一方面本部の描写が全く無くなる形で作品は完結した。
本池上署では、刑事の前田・交番勤務の中村・小宮といった若手が中心的に活躍するエピソードが割合多く描かれた。

## 登場人物

### 主人公
椎名啓介（しいな けいすけ）
東京大学法学部卒、国家公務員採用I種試験を首席で合格し、キャリアとして警察庁に入る。階級は警視正。前作では本池上署の署長であったが、堂上の病により警視庁第一方面本部長に着任する。高杉が死の間際に郵送した手紙の内容を口外せず、それが元でさまざまな思惑が警察上層部に錯綜しており、警視庁上層部の監視下に置かれている。
出身地で前任地でもあった大田区本池上にマンションを購入し、桜田門の本庁舎へ通勤して職務をこなしているが、ノーネクタイのシャツに背広やビジネスカジュアルの出で立ちで本池上署に居合わせていることが多い。前作よりジョギングが日課。娘と入浴することを楽しんでいたが成長により嫌がられるようになる。
39歳という設定ながら、デフォルメの顔描写もあり、年齢を意識させない若々しい容姿である。

### 警察関係の人間
堂上洸一（どうがみ こういち）
癌に侵されている。前警視庁第一方面本部長。階級は警視長。椎名・高杉とは同期の間柄で親友でもある。中盤から殆ど登場しなくなった。
高杉大二郎（たかすぎ だいじろう）
椎名・堂上とは同期で親友の間柄の警察庁キャリア。警察庁警備局に配属されるが、入庁から数年経た十数年前に、不自然にも大量の飲酒のうえ運転した自動車で事故死する。事故に見せかけた諜殺とされている。
上田高志（うえだ たかし）
警視総監。警察庁長官とならびキャリアの最高峰。椎名案件に関しては、八木沢に一任している。
八木沢清（やぎさわ きよし）
警視庁No.2の副総監。階級は警視監。公安とパイプを持ち、日下公安一課長に椎名の監視を命ずる。
室谷政文（むろたに まさふみ）
警視庁刑事部長。階級は警視長。
日下茂（くさか しげる）
警視庁公安一課長。階級は警視正。八木沢副総監に椎名の監視を命じられる。
金子仁（かねこ ひとし）
警視庁第一方面副本部長。階級は警視。ノンキャリア。椎名の部下だが、八木沢副総監や日下課長から、椎名のお目付け役を命ぜられる。
根津新平（ねづ しんぺい）
警視庁第一方面副本部長。階級は警視。キャリア。庁内では少ない椎名よりの人物。警部だったが、警視庁第一方面副本部長在任中に警視に昇任。
木暮大地（こぐれ だいち）
警視庁第一方面本部所属の巡査部長。
権藤紗弥加（ごんどう さやか）
警視庁第一方面本部所属の巡査。ニックネームは「ゴンちゃん」
原拓海（はら たくみ）
警視庁第一方面本部所属の巡査。大卒の新人（警視庁警察官Ⅰ類採用と思われる）であるが、初任地が第一方面本部の内勤（事務職）であり、外での制服着用や職務質問など実務経験が無い。志望動機も公務員という安定職業に惹かれただけであり、警察官としての自覚に当初は欠けていた。実家から本庁へ電車通勤している。
内田菜々（うちだ なな）
警視庁事務職員。椎名の秘書。まだまだ新人である。

#### 本池上署員
青柳十三（あおやぎ じゅうぞう）
本池上署の署長。警視。椎名の後任として副署長から昇任。
本上まどか（ほんじょう まどか）
本池上署の副署長。階級は警視。前所属は警察学校教官で、中村は当時の教え子。
篠田三郎（しのだ さぶろう）
本池上署の刑事課主任。階級は巡査部長。いわゆる叩き上げの刑事で、前田吾郎の教育係である。家族寮（官舎）で妻と暮らしている。
前田吾郎（まえだ ごろう）
本池上署の刑事課刑事。階級は巡査で26歳。似顔絵捜査官でもある。仕事には真面目に打ち込む一方単純な所もあり、まだまだ半人前で篠田と行動を共にすることが多く、篠田や椎名の助言に順応できずに悩むことがある。また、あずさに尻出しするなど少々スケベな一面がある。おとり捜査のため女装になったり、制服姿で通勤する（原も別の話で実践）など椎名が提案したさまざまな防犯対策を多く実践している。なぜか椎名に次いで寮などでの入浴シーンが多い。
中村あずさ（なかむら あずさ）
本池上署の地域課所属（交番勤務）の巡査。初配属先が本池上署。同年代の吾郎とはしばしばケンカする仲。
小宮（こみや）
本池上署の地域課所属（交番勤務）の刑事志望の巡査。署員（レギュラー陣）では唯一メガネを掛けている。中村は先輩に当たる。

### その他
高杉史郎（たかすぎ しろう）
高杉大二郎の祖父。日本本土から京城帝国大学に進学し卒業後朝鮮総督府警察へキャリアとして入るが、終戦後に本土に戻り、東京の貿易商社に入社。商社マンとして日米間の貿易で頭角を現し会長まで登り詰め、日本財界の中枢人物となる。病床に伏した最期に大二郎へある言葉を託す。
緒方洋子（おがた ようこ）
東京都女性知事。椎名を警察から出向させ、副知事にしようと考えたが、頓挫する。
椎名英子（しいな えいこ）
椎名啓介の妻。絵本作家。
椎名由美（しいな ゆみ）
啓介と英子の子供。幼稚園児 - 小学生。
宮本憲一（みやもと けんいち）
毎朝新聞の記者で、警視庁の担当。